# Ołena Nozdrań
Ołena Nozdrań, ukr. Олена Іванівна Ноздрань (ur. 20 lipca 1975 w Dniepropetrowsku) – ukraińska badmintonistka, mistrz sportu klasy międzynarodowej. Mistrz Ukrainy w grze pojedynczej (1993, 1994, 1995, 1996, 1997, 1998, 1999, 2000, 2001, 2002, 2004, 2005, 2006), w grze podwójnej (1994, 1995, 1996, 1997, 1998, 1999, 2001, 2004, 2005, 2006, 2007), w grze mieszanej (1998, 2001, 2002, 2003, 2004, 2005, 2006, 2007). Dwukrotny brązowy medalista Pucharu Europy 1997, 1998. Uczestnik Letnich Igrzysk Olimpijskich 1996 i Letnich Igrzysk Olimpijskich 2000, Mistrzostw Świata 2005 oraz Mistrzostw Europy 2004, 2006. W 1993 wygrała Hungarian International w grze mieszanej, a w 1997 w grze pojedynczej, w 1995 i 1999 Bulgarian International w grze pojedynczej, a 1994 w grze mieszanej, w 1994 i 1995 Slovak International w grze pojedynczej oraz mieszanej, w 1999 Polish Open w grze pojedynczej, a w 2004 w grze mieszanej, w 2000 Portugal Open w grze pojedynczej.